# Subduction archéenne
La subduction archéenne est un sujet controversé portant sur l'existence et la nature possibles de la subduction durant l'Archéen, un éon géologique s'étendant de 4,0 à 2,5 milliards d'années. Jusqu'à récemment, de nombreux scientifiques pensaient que cette subduction était peu profonde ou complètement inexistante, et il n'y avait guère d'éléments de preuve dans un sens ou dans l'autre. Depuis la fin des années 1990, de nouveaux éléments tendent à démontrer l'existence d'une subduction épisodique et non superficielle.

## L'importance de la subduction archéenne
La subduction est un processus par lequel une plaque tectonique se déplace sous une autre, et du fait de sa plus grande densité, s'enfonce par gravité dans le manteau terrestre au niveau d'une frontière convergente. La plus grande densité de ces plaques vient de ce qu'elles se sont refroidies dans l'épaisseur au contact de l'océan. 
La force de gravité s'exerçant sur des dalles denses fournit environ 90% de la force motrice nécessaire à la tectonique des plaques. Par conséquent, la subduction est cruciale pour comprendre l'histoire de la Terre et justifier sa composition structurale. En particulier, les zones de subduction sont les principaux sites de formation de la croûte continentale actuelle, un autre processus crucial pour expliquer le visage de la Terre moderne mais dont le passé reste largement mystérieux. De plus, la subduction est le principal mécanisme par lequel les matériaux de surface pénètrent dans la profondeur de la Terre, et est également largement responsable de la formation de nombreux minerais.
Compte tenu de l'importance de la subduction dans de nombreux processus géologiques, l'étude de sa nature passée et présente est essentielle pour développer notre compréhension de la Terre en tant que système dynamique. 

## Pourquoi n'y aurait-il pas de subduction?
Il est bien établi que la Terre durant l'Archéen était significativement plus chaude qu'aujourd'hui, ce qui conduisait à un gradient thermique beaucoup plus important au niveau de la lithosphère océanique, et aurait affecté la densité de la lithosphère, au point d'interdire la subduction. 
Les scientifiques défendant cette hypothèse soutiennent que les roches felsiques se sont formées à partir de la fusion partielle hydratée de la croûte océanique épaissie dans les zones racinaires des plateaux océaniques, et non à partir des zones de subduction, comme on le croit généralement. 
En supposant que dans l'Archéen la lithosphère océanique ait eu les mêmes conditions de formations qu'actuellement, des températures plus élevées dans le manteau conduisent à une plus grande fusion du matériau du manteau s'élevant dans les dorsales océanique. La conséquence en est une croûte océanique plus épaisse, et une plus grande épaisseur du manteau lithosphérique appauvri sous-jacent.  
De ce fait, la densité de la lithosphère est plus faible, en raison à la fois de la différenciation de la croûte du manteau et de l'épuisement relatif du manteau résiduel en Fe et Al qui en a résulté. Ces propriétés attendues ont conduit à suggérer que la lithosphère océanique était si légère qu'elle s'enfonçait très peu dans le manteau ou pas du tout.

## Pourquoi penser qu'il y avait une subduction?
Ceux qui pensent que la subduction existait pendant l'Archéen affirment que les modélisations récentes ont mis en relief les caractéristiques fondamentales suivantes de l'archéen, qui selon eux peuvent être utilisées pour décrire pourquoi la subduction se produisait : 
1) Les températures du manteau étaient en effet 200 K plus chaudes qu'aujourd'hui. 
2) La croûte océanique était épaisse d'environ 21 km, à comparer à l'épaisseur moderne de l'ordre de 7 km.
3) La profondeur à laquelle le manteau a été partiellement fondu était de 114 km, contre 54 km aujourd'hui.
4) Le flux de chaleur dans la base des plaques tectoniques était 1,3 à 2,0 fois plus élevé qu'aujourd'hui.
Un raisonnement mathématique basé sur ces contraintes montre que le refroidissement des plaques océaniques était suffisant pour fournir une force motrice pour la subduction. En fait, on pense que la souplesse des plaques archéennes a peut-être facilité l'initiation de la subduction. D'une part, la densité plus faible des plaques océaniques a réduit la traction qu'elles subissent par la subduction, mais cet effet a probablement été contrebalancé par la délamination de la croûte de faible densité, ainsi que par la transition vers l'éclogite de la croûte épaisse.  
Outre la modélisation, des éléments géologiques récents tendent à suggérer l'existence de la subduction archéenne. De nombreuses roches ignées archéennes montrent un enrichissement en éléments lithophiles à grands ions (LILE) par rapport à des éléments à haute intensité de champ (HFSE), qui est une signature de subduction classique couramment observée dans les minéraux issus d'arc volcanique.
Bien que l'existence d'une subduction archéenne implique que la croûte continentale se soit probablement formée dans une certaine mesure par subduction, elle n'exige pas que la subduction soit le seul moyen de former une croûte continentale. Ainsi, le débat continu sur l'origine de la croûte continentale ne peut être entièrement résolu par des arguments de subduction seuls.

## Conclusion et orientations futures
Bien que le sujet de la subduction archéenne soit depuis longtemps controversé, l'émergence d'une modélisation innovante et de preuves géologiques a commencé à influencer une partie de la communauté scientifique vers la promotion de l'existence d'une subduction épisodique non superficielle. 
À l'avenir, la rhéologie des matériaux de la Terre primitive devrait être soulignée dans les recherches futures car elle n'est pas bien comprise, et donc la dynamique de subduction est mal contrainte. De plus, la rareté des données archéennes nécessite une compréhension encore meilleure des liens entre l'intérieur de la Terre et ses processus de surface si nous prévoyons de mieux comprendre la subduction archéenne.  